# Cellarinelloides crassus
Cellarinelloides crassus is een mosdiertjessoort uit de familie van de Sclerodomidae. De wetenschappelijke naam van de soort is voor het eerst geldig gepubliceerd in 1970 door Moyano.